# Tegkwitz
Tegkwitz é uma vila e antigo município da Alemanha localizado no distrito de Altenburger Land, estado da Turíngia.  Pertence ao Verwaltungsgemeinschaft de Altenburger Land. Desde 1 de dezembro de 2008, faz parte do município de Starkenberg.

## Demografia
Evolução da população (em 31 de dezembro):
| - 1994 - 335 - 1995 - 309 - 1996 - 322 - 1997 - 327 | - 1998 - 324 - 1999 - 334 - 2000 - 328 - 2001 - 327 | - 2002 - 317 - 2003 - 320 - 2004 - 319 |

Fonte: Thüringer Landesamt für Statistik